# Beutong (Labuhan Haji Timur)
Beutong is een bestuurslaag in het regentschap Aceh Selatan van de provincie Atjeh, Indonesië. Beutong telt 633 inwoners (volkstelling 2010).